# Матвеев, Владимир Николаевич
Влади́мир Никола́евич Матве́ев (13 июня 1946, Грозный — 21 января 2023) — советский и российский лётчик-испытатель, Герой Российской Федерации.

## Биография
Родился 13 июня 1946 года в городе Грозный. Русский. С 1958 года жил в городе Йошкар-Ола. В 1961—1963 годах занимался планерным спортом в Йошкар-Олинском аэроклубе.
В армии с августа 1963 года. В 1967 году окончил Оренбургское высшее военное авиационное училище лётчиков, был оставлен в нём лётчиком-инструктором. С сентября 1971 года капитан В. Н. Матвеев — в запасе. В 1973 году окончил Школу лётчиков-испытателей, в 1975 году — Московский авиационный институт.
В 1973—1999 годах — на лётно-испытательной работе в ОКБ имени А. Н. Туполева. Поднял в небо и провёл испытания первого серийного сверхзвукового стратегического бомбардировщика Ту-160 и первого серийного пассажирского самолёта Ту-204. Участвовал в испытаниях сверхзвукового бомбардировщика Ту-22М3, реактивных пассажирских самолётов Ту-134, Ту-154, сверхзвукового пассажирского самолёта Ту-144 и других самолётов. В 1990 году в качестве второго пилота установил 9 мировых авиационных рекордов скорости на самолёте Ту-160.
Жил в городе Жуковский Московской области. Работал в Московском Клубе Героев Советского Союза, Героев Российской Федерации и полных кавалеров ордена Славы заместителем председателя по Московской области.
Владимир Николаевич Матвеев умер 21 января 2023 года.

## Награды и звания
- Герой Российской Федерации (указ Президента РФ от 23 августа 1996 года), за мужество и героизм, проявленные при испытании новой авиационной техники
- Заслуженный лётчик-испытатель СССР
- Орден «Знак Почёта», медали